# Províncies de Catalunya

Els límits provincials de Catalunya marcats sobre el mapa de comarques.

Les províncies de Catalunya són quatre: Barcelona, Girona, Lleida i Tarragona.

## Departaments napoleònics
El precedent de la divisió provincial són les divisions administratives napoleòniques. Encara que no van arrelar per la revolta que va provocar la Guerra del Francès, a Catalunya van tenir més ressò. El domini francès va durar més (1808-1814) a causa de l'ocupació de Barcelona i de la proximitat amb França.
Es van decretar tres divisions territorials diferents que tenien en comú la divisió en quatre demarcacions, l'objectiu homogeneïtzador i no de racionalització territorial, i l'obsessió en els límits i denominacions fluvials en lloc de les conques. El fet que les tres divisions coincidissin a formar quatre demarcacions, va donar a aquesta xifra un valor modèlic. Era el nombre que semblava en consonància amb el patró departamental francès.
La principal discrepància, que va perdurar durant el debat de provincialització, afectava a l'Alt Pirineu. O bé es feia un districte pirinenc i s'unia la plana de Lleida amb la Catalunya meridional, o bé s'incorporava el Pirineu a Lleida, separant-la de les Terres de l'Ebre i el Camp de Tarragona.
El mariscal Augerau, el 6 de març del 1810, dividia Catalunya en quatre corregiments. Els de Barcelona i Girona eren semblants a les actuals províncies, deixant de banda la Cerdanya. El corregiment de la Seu d'Urgell era una demarcació pirinenca i el de Reus ocupava tota la Catalunya Nova, encara que no van arribar a delimitar-se.
Com a resposta, el 17 d'abril del 1810 Josep I Bonaparte va establir quatre prefectures amb denominacions fluvials: Llobregat, Ter, Cinca i Segre, i Ebre. No va tenir cap efectivitat, però per primer cop es definien les quatre capitals actuals, i la solució per la demarcació de l'interior que a la llarga es va acabar adoptant: la unió de l'Alt Pirineu amb la plana de Lleida.
El 26 de gener del 1812 Napoleó va decretar l'annexió de Catalunya al Primer Imperi Francès, dividint-la en quatre departaments: Departament del Ter amb capital a Girona, Departament de Montserrat amb capital a Barcelona, Departament de les Boques de l'Ebre amb capital a Lleida i Departament del Segre amb capital a Puigcerdà. Destaca la incorporació de la Vall d'Aran al departament de l'Alta Garona, la incorporació de diverses ciutats de la Franja de Ponent al departament de les Boques de l'Ebre, i la incorporació d'Andorra al departament del Segre, en canvi no es van atendre les peticions favorables a la unificació de la Cerdanya. Els límits interiors eren semblants a la divisió en corregiments del 1810, amb la plana de Vic incorporada a Girona.

## Districtes subalterns
La Constitució Espanyola de 1812 definia la província com entitat política i circumscripció electoral. El maig del 1812, les Corts de Cadis van establir una divisió provisional en grans províncies com a pas previ a la delimitació definitiva. La Diputació de Catalunya hi va participar activament. Va presentar tres projectes de divisió en districtes subalterns: set districtes el 1813, sis el 1820 i onze el 1821. Els tres projectes coincidien en designar tres ciutats com a capitals: Girona, Lleida i Tarragona. El projecte de sis districtes del 1820 definia per primer cop la demarcació de la Catalunya Central i era similar als actuals àmbits funcionals territorials integrant les Terres de l'Ebre al Camp de Tarragona. El projecte del 1821 substituïa Barcelona per Mataró, tant per deixar Barcelona com a capital de Catalunya com per fomentar una nova població en un lloc immediat.
Les Corts no van acceptar cap d'aquestes divisions i van imposar la divisió en quatre demarcacions. El principal objectiu de la Diputació, i dels parlamentaris catalans, va ser defensar els límits històrics exteriors del Principat, i revisar les propostes elaborades a Madrid que van passar per diferents etapes complexes.

## Governacions del 1813
En el primer projecte encarregat a Felip Bauzà, de l'any 1813, es dividia Catalunya en tres governacions subalternes: dues marítimes, amb capitals a Barcelona i Tarragona, i una pirinenca amb capital a la Seu d'Urgell. El límit sud de Catalunya se situava al riu Ebre per raons militars. El concepte de districtes o governacions subalternes va ser rebutjat pel Consell d'Estat en favor d'unes províncies independents sense jerarquies. A més, el projecte tenia moltes imprecisions. Suposava una distribució equilibrada de la població, que clarament no es complia amb una governació pirinenca, esmenta Andorra com a corregiment, la Noguera Pallaresa com a dos rius, i assigna Arnes a la província de Castelló a pesar de la barrera dels Ports de Beseit. Amb la restauració absolutista de Ferran VII van ser abandonats els projectes provincialistes.

## Províncies del 1822
Restablerta la Constitució, durant el Trienni Liberal, Bauzà i Larramendi van elaborar una segona proposta presentada el 1821. Girona esdevenia la quarta província, la de Barcelona passava a anomenar-se província de Catalunya, es respectaven els límits històrics i es donava preferència a la divisòria d'aigües en lloc dels cursos fluvials. A proposta del parlamentaris catalans, Lleida va substituir la Seu d'Urgell després d'una intensa campanya de l'ajuntament. Després de diverses rectificacions a proposta de la Diputació, va ser aprovada per decret de 17 de gener de 1822. Amb la intervenció dels Cent Mil Fills de Sant Lluís es va tornar a restaurar l'absolutisme el 1823 i la divisió provincial no es va dur a la pràctica.

## Províncies del 1833
Amb la regència de Maria Cristina es va iniciar un segon període constitucionalista. El 30 de novembre del 1833 es publicava el decret signat pel ministre Javier de Burgos amb la divisió provincial actual. La novetat més sorprenent va ser la partició de la Cerdanya i del Penedès. El 1822 la Cerdanya era assignada a Barcelona i es va acabar dividint entre Girona i Lleida. El partit judicial de Vilafranca canviava de Tarragona a Barcelona. La dificultat per transcriure la toponímia catalana va provocar alguns enclavaments singulars (Sant Martí dels Castells, Riu de Cerdanya, Malagarriga, Valielles, Can Vies).

## Actualitat

Províncies actuals i vegueries proposades

En principi, la divisió provincial va ser acceptada pels polítics catalans i per la Diputació de Catalunya. Les elits locals veien una oportunitat d'incrementar el poder local. Només en discrepava l'Ajuntament de Barcelona que veia perjudicats els seus interessos. Durant l'època moderada, a mitjans del segle xix, la legislació centralitzadora va anar desposseint les diputacions de funcions substantives, passant a ser una demarcació al servei de l'estat i no de les societats locals. Amb la centralització van sorgir les primeres crítiques recollides després pel catalanisme polític.
El 1933 la Generalitat de Catalunya va suprimir les províncies catalanes, quan ja estava en marxa la Ponència d'estudi d'una nova divisió territorial en comarques i vegueries.
Les lleis d'ordenació territorial aprovades pel Parlament el 1987 preveien la imminent conversió de Catalunya en província única, però no es va dur a la pràctica. L'any 2001, l'Informe Roca proposava la creació de vegueries equiparant-les a províncies a efectes estatals.
L'Estatut d'Autonomia de 2006, en el seu títol II, capítol VI, secció tercera, article 91.4, preveu una nova divisió en vegueries, tot i que "L'alteració dels límits provincials, si s'escau, s'ha de portar a terme d'acord amb el que estableix l'article 141.1 de la Constitució.", que diu que qualsevol alteració dels límits provincials haurà de ser aprovada per les Corts Generals mitjançant llei orgànica.

## Llista de comarques de cada província
| - Alt Penedès - Anoia - Bages - Baix Llobregat - Barcelonès - Berguedà (excepte el municipi de Gósol adscrit a Lleida) - Garraf - Lluçanès (Creada l'any 2023) - Maresme - Moianès (creada l'any 2015) - Osona (excepte els municipis d'Espinelves, Vidrà i Viladrau que pertanyen a Girona) - Vallès Occidental - Vallès Oriental | - Alt Empordà - Baix Empordà - Cerdanya (11 municipis) - Garrotxa - Gironès - Pla de l'Estany (creada l'any 1988) - Ripollès - Selva (llevat el municipi de Fogars de la Selva) - Osona, només tres municipis. | - Alta Ribagorça (creada l'any 1988) - Alt Urgell - Cerdanya (sis municipis) - Garrigues - Noguera - Pallars Jussà - Pallars Sobirà - Pla d'Urgell (creada l'any 1988) - Segarra - Segrià - Solsonès - Urgell - Vall d'Aran | - Alt Camp - Baix Camp - Baix Ebre - Baix Penedès - Conca de Barberà - Ribera d'Ebre - Montsià - Priorat - Tarragonès - Terra Alta |

Població que actualment té cada Província
| Nom       | Capital   | Població  | %      | Superfície km² | Densitat (habitants/km²) |
| Província | Capital   | Població  | %      | Superfície km² | Densitat (habitants/km²) |
| --------- | --------- | --------- | ------ | -------------- | ------------------------ |
| Barcelona | Barcelona | 5.797.356 | 73,37% | 7.726,36       | 733,2                    |
| Tarragona | Tarragona | 848.592   | 10.74% | 6.308,20       | 127,6                    |
| Girona    | Girona    | 808.672   | 10,23% | 5.905,00       | 130,6                    |
| Lleida    | Lleida    | 447.343   | 5,66%  | 12.168,42      | 35,7                     |
| Total     | Total     | 7.901.963 | 100%   |                |                          |

```
Última actualització l'1 de gener del 2023
```